# Christine Sciulli
Christine Tarquinio Sciulli (geboren im 20. Jahrhundert) ist eine US-amerikanische Künstlerin für Video- und Lichtinstallationen. Nachdem ihre Werke zunächst vor allem im Großraum New York City gezeigt wurden, sind sie zunehmend auch in Europa zu sehen.

## Leben

### Ausbildung
Sciulli schloss 1990 mit einem Bachelor als Bauingenieurin an der Pennsylvania State University ab. Sie studierte anschließend am Hunter College und erlangte dort 1995 den Bachelor of Fine Arts (BFA) in „Bildhauerei und Installation“ und 1998 den Master of Fine Arts (MFA) in den Fächern „Kombinierte Medien und Installation“.

### Künstlerische Entwicklung
Die Einzelausstellung „Cover“ im Chi Contemporary 2005 wurde von der New Yorker Wochenzeitung Village Voice von R. C. Baker so kommentiert: „Projektionen... die durch intelligent eingesetzte Technologie eine neue, wenn auch rätselhafte Bedeutung erhalten“.
Sciulli präsentierte ihre Außenvideoinstallation „Everything's Rosie“ im Rahmen des Festivals „Plugged-In“ in Hudson (New York City) und erhielt einen Zuschuss des Lower Manhattan Cultural Council für die Produktion der wandernden Außenvideoinstallation „Intercepting Planes X“ im Duane Park (New York). Ihre Gemeinschaftswerke mit verschiedenen Komponisten wurden auf zahlreichen europäischen und amerikanischen Festivals gezeigt. 
Sciulli war verantwortlich für das Lichtdesign des Stücks „Song for New York: What Women Do While Men Sit Knitting“ von Ruth Maleczech, das 2007 im Hafen von Mabou Mines aufgeführt wurde. Zunehmend ist sie in Ausstellungen in Europa vertreten.

## Ehrungen und Auszeichnungen
Sciulli erhielt eine Vielzahl von Ehrungen und Auszeichnungen:
- 1998: Esther Fish Perry Award, Hunter College, New York City
- 2000: mit Thomas Thompson: Award of Merit der International Association of Lighting Designers (IALD) für den Rodin-Pavillon, Seoul, Südkorea
- 2008: Lower Manhattan Cultural Council (MCAF) Grant für Intercepting Planes X
- 2014: American Academy of Arts and Letters, Invitational Exhibition of Visual Arts
- 2015: Einladung als Vortragende zur Pecha Kucha Night, Volume 11, Parrish Art Museum, Hamptons, New York[7]
- 2015: Children's Museum of Art, Artist Honoree, Fall 2015 Gala
- 2016: Lighting Award, Light Art Project of the Year, Revo Media, London (ROIL)
- 2016: Lumen Award for Temporary Art Installation, NYC Illuminating Engineering Society (ROIL)

## Ausstellungen
Sciulli gestaltete folgende Einzelausstellungen und beteiligte sich mit ihren Werken an folgenden Gruppenausstellungen:

### Einzelausstellungen
- 2005: Dino Loves Rosie, Hudson and Franklin Street intervention/installation, New York
- 2005: Cover, Causey Contemporary, Brooklyn, New York
- 2006: Power + Scatter, Pocketbook Factory, Hudson, New York
- 2007: Fugue State of The Honey Bee, Grace Space, Brooklyn, New York
- 2008: Coplanar, Causey Contemporary, Brooklyn, New York
- 2008: Intercepting Planes, Frederieke Taylor Gallery, New York
- 2008: Intercepting Planes X, Duane Park, New York
- 2009: planeSpace, AC Institute, Direct Chapel, New York[8]
- 2011: Christine Sciulli: Tangle, Causey Contemporary, Brooklyn, New York
- 2011: Christine Sciulli: I'm After Me, Edward Hopper House, Nyack, New York
- 2012: Bonfire on the Hudson, Teil des Peekskill Project V, Peekskill, New York
- 2013: Expanding Circles, Central Park Great Lawn, Global Citizen Festival, New York
- 2013: The Expansive Field, South Fork Museum of Natural History, Bridgehampton, New York
- 2014: Quiet Riot at Duck Creek, Duck Creek Farm, East Hampton, New York
- 2016: Push/Pull Passage, LABspace, Hillsdale, New York
- 2016: Roil, Smack Mellon, Brooklyn, New York (mit Nona Faustine)[9]
- 2019: Subsume, Herron Gallery an der Herron School of Art and Design, Indiana University-Purdue University Indianapolis (IUPUI), Indianapolis[10]
- 2019: Phosphene Dreams, Guild Hall Museum, East Hampton, New York[11]

### Gruppenausstellungen
- 1998: Installation Consumption für die MFA Thesis Show, Hunter Times Square Gallery, New York
- 2000: Christine Sciulli, Andrew Nofsinger, Fritz Chesnut, 31 Grand, Brooklyn, New York
- 2001: American Sandwich, Star 67 Gallery, kuratiert von Peter Dudek, Brooklyn, New York
- 2001: Installation Drip Machine bei Conceptual Installation of Light, A Gathering of the Tribes, New York
- 2006: Installation Scatter im Project Creo: Ephemera, kuratiert von M. Christiano, The Arts Center, Saint Petersburg, Florida
- 2007: Video: Small World im Rahmen von Six Degrees of Separation, Chi Contemporary Fine Art, Brooklyn, New York
- 2007: Four Installations Four Works for PianoArt Works, Church Street School of Music and Art, New York
- 2008: Installation Everything’s Rosie, im Rahmen von Treemendous, kuratiert von Melissa Stafford, Hudson, New York
- 2008: Installation Intercepting Planes B, im Rahmen von Plugged-In, kuratiert von Karen Shaw, Islip Art Museum, Islip, New York
- 2009: Installation Power 44, im Rahmen von Berry, kuratiert von Melissa Sage, 44 Berry Street, Brooklyn, New York
- 2010: Constructed Place, Annmarie Garden, kuratiert von Megan Rook-Koepsel, Solomons, Maryland
- 2012: Amagansett Armageddon, Neoterric, Amagansett, New York
- 2012: Audio-Vision, Neoterric, Amagansett, New York
- 2013: Holiday Salon, Ille Arts, Amagansett, New York
- 2013: Fjellerup i Bund + Grund, kuratiert von Anna Lise Jensen, Thomse’s Ishus, Fjellerup, Dänemark
- 2013: Governors Island Art Fair, Governors Island, New York
- 2013: Artists Choose Artists, Parrish Art Museum, Watermill, New York
- 2014: Invitational Exhibition of Visual Arts, American Academy of Arts and Letters, New York[12]
- 2014: Outsider In, kuratiert von Ross Watts, Sara Nightengale Gallery, Watermill, New York
- 2015: Luminary, Temporary Storage at Brooklyn Fireproof, Brooklyn, New York
- 2015: The Big Show 9, Silas Marder Gallery, Bridgehampton, New York
- 2016: Isidro Blasco's Interventions number 3, Brooklyn, New York
- 2016: Electrique, Hollows Gallery, Brooklyn, New York
- 2016: Alt Egos, Crush Curatorial, Amagansett, New York[13]
- 2016: Territory: Abstraction in the East End today, Crush Curatorial, Amagansett, New York[14]
- 2017: Text/ure, Shirley Fiterman Art Center, Borough of Manhattan Community College (BMCC), New York[15][16]
- 2018: Effusion, Heilig-Kreuz-Kirche, Hildesheim, im Rahmen der Licht Kunst Biennale Evi Lichtungen[17]
- 2018: Collumina – Internationales Licht Kunst Projekt, Museum für Angewandte Kunst Köln[18]
- 2019: Atmospheric Events, im Rahmen des Light Festivals, Dalhousie Art Gallery, Halifax, Nova Scotia, Kanada[19]
- 2022: Garden of Friends, The Leiber Collection Sculpture Garden, Springs, New York[20]
- 2022/23: Ferment, im Rahmen von HYPERsculptures Internationales Zentrum für Lichtkunst, Unna, Deutschland[21][22]
- 2023: Geborgenheit, im Rahmen des Brixen Water Light Lab, kuratiert von Bettina Pelz, Water Light Lab im Kloster Neustift, Italien[23][24]

## Veröffentlichungen
- Hunter College (Hrsg.): MFA project: documentation. Academic thesis. 1998, OCLC 1110955903 (englisch).